# Mimimi Games
Mimimi Games (auparavant appelé Mimimi Productions) est un ancien studio indépendant allemand spécialisé dans le développement de jeux vidéo. 
Fondée en 2011 et connue pour ses titres de tactique en temps réel et d'infiltration, tels que Shadow Tactics: Blades of the Shogun ou Desperados III, la société a fermé ses portes en 2023.

## Histoire
Selon Johannes Roth, directeur général de Mimimi Games, les six cofondateurs du studio se sont rencontrés pour la première fois dans un cours de conception de jeux à Munich. Puis, à partir de novembre 2008, les six étudiants commencent à travailler ensemble dans le développement de jeux vidéo sous le nom de Mimimi,.
Le 13 janvier 2011, Dominik Abé et Johannes Roth fondent à Munich l'entreprise Mimimi Productions,. Elle est d'abord spécialisée dans le développement de jeux Flash et iOS, tel que leur premier jeu daWindci, sorti en 2012 et récompensé par les Apple Design Awards dans la catégorie « vitrine étudiante ». L'équipe fondatrice se met alors à travailler à temps plein chez Mimimi.
Par la suite, Mimimi se réoriente vers les jeux pour ordinateurs et consoles, avec The Last Tinker : City of Colors, paru en 2014. Malheureusement, ce titre connaît un échec commercial.
Le studio sort ensuite en 2016 son premier jeu à succès, Shadow Tactics: Blades of the Shogun, un jeu d'infiltration tactique se déroulant à l'époque des samouraïs.
En juillet 2019, la société se renomme Mimimi Games.
Le 17 août 2023, le studio sort son dernier jeu, Shadow Gambit : The Cursed Crew,.
Le 29 août 2023, Johannes Roth et Dominik Abé publient un communiqué dans lequel ils annoncent la fermeture prochaine de Mimimi Games. Ils justifient cette décision par l'épuisement professionnel des employés du studio et le lourd impact personnel sur leurs familles, causés par l'ambition toujours plus grande de leurs projets. Après plus de 10 années d'efforts permanents, l'équipe « ralentit [donc] lentement » son activité durant plusieurs mois, afin de permettre aux 35 salariés de retrouver du travail,,,.
À partir de décembre 2024, l'entreprise américaine Hooded Horse entre en collaboration avec Dominik Abé et Johannes Roth afin de garantir l'édition et la commercialisation de Shadow Gambit: The Cursed Crew sur le long terme.

## Jeux développés
| Titre                                                 | Date de sortie | Genre                                | Plateformes                                    | Éditeur(s)                 |
| ----------------------------------------------------- | -------------- | ------------------------------------ | ---------------------------------------------- | -------------------------- |
| daWindci                                              | 2012           | Puzzle                               | iOS, Android                                   | Mimimi Games               |
| The Last Tinker: City of Colors                       | 2014           | Action-Aventure, Plates-formes       | Linux, MacOS, Windows, PlayStation 4, Xbox One | Daedalic Entertainment     |
| Shadow Tactics: Blades of the Shogun                  | 2016           | Tactique en temps réel, Infiltration | Linux, MacOS, Windows, PlayStation 4, Xbox One | Daedalic Entertainment     |
| Desperados III                                        | 2020           | Tactique en temps réel, Infiltration | Linux, MacOS, Windows, PlayStation 4, Xbox One | THQ Nordic                 |
| Shadow Tactics : Blades of the Shogun - Aiko's Choice | 2021           | Tactique en temps réel, Infiltration | Linux, Windows                                 | Daedalic Entertainment     |
| Shadow Gambit: The Cursed Crew                        | 2023           | Tactique en temps réel, Infiltration | Linux, Windows, PlayStation 5, Xbox Series     | Mimimi Games, Hooded Horse |